# NGC 1350
NGC 1350 è una galassia a spirale barrata situata nella costellazione della Fornace, a una distanza di circa 87 milioni di anni luce dalla nostra Via Lattea.

## Scoperta
La galassia è stata scoperta il 24 novembre 1826 dall'astronomo britannico James Dunlop.

## Descrizione
NGC 1350 ha una classe di luminosità I-II e presenta una larga riga a 21 cm dell'idrogeno neutro. È inoltre una galassia attiva del tipo Seyfert 2.
NGC 1350 è stata utilizzata da Gérard de Vaucouleurs come esempio di galassia del tipo morfologico (R1')SAB(r)ab nel suo atlante di classificazione delle galassie.

## Immagine
La recente immagine di NGC 1350, ottenuta il 26 gennaio 2000 con il telescopio Kueyen da 8,2 m del Very Large Telescope operato dall'ESO sul Cerro Paranal, in Cile, mostra una morfologia complessa del tipo morfologico (R')SB(r)ab, che indica la probabile presenza di un anello esterno (R'), una barra (B) e un debole anello attorno al nucleo (r). Per ottenere l'immagine sono state effettuate osservazioni a diverse lunghezze d'onda nei seguenti colori: 6 minuti nel blu (B), 4 minuti nel verde (V), 3 minuti nell'arancio (R) e 3 minuti nel rosso (I). Nell'immagine il nord è situato a sinistra e l'est in basso.
Dato l'angolo di vista inclinato, la galassia appare come un occhio cosmico e mostra la presenza di due deboli bracci di spirale esterni, che permettono di intravvedere in secondo piano la presenza di altre galassie più lontane. La tinta bluastra della regione centrale indica che è in corso l'attività di formazione stellare.

## Supernova
Il 6 giugno 1959, all'interno di NGC 1350 è stata scoperta la supernova SN 1959A da H.S. Gates, nel corso del programma di ricerca di supernove dell'Osservatorio di Monte Palomar. Non è stato possibile determinare a quale tipologia appartenesse la supernova in questione.

## Gruppo di NGC 1316
NGC 1350 fa parte del Gruppo di NGC 1316, a sua volta incluso nel più vasto Ammasso della Fornace, e che comprende almeno 20 galassie, tra cui IC 335, NGC 1310, NGC 1316, NGC 1317, NGC 1341, NGC 1350, NGC 1365, NGC 1380, NGC 1381, NGC 1382 e NGC 1404.